# Hôtel de ville de Saint-Sernin-sur-Rance
L'hôtel de ville de Saint-Sernin-sur-Rance est un hôtel situé à Saint-Sernin-sur-Rance, en France.

## Description
Cette maison renaissance, aussi connue sous le nom d'Hôtel Chiffre, présente des encorbellements de pierre au rez-de-chaussée, des croisillons à l'étage et des fenêtres sculptées, ainsi qu'une façade enrichie de figures végétales et animales. 

## Localisation
L'hôtel est situé sur la commune de Saint-Sernin-sur-Rance, dans le département français de l'Aveyron.

## Historique
L'édifice est classé au titre des monuments historiques le 6 mars 1897.
Bâti sur les ruines d'un ancien sanctuaire romain, il fut d'abord brûlé lors d'un incendie accidentel et reconstruit 5 années plus tard. Bâtiment administratif servant d'annexe à la mairie, il fut reclassé en Hôpital des Grands Brûlés jusqu'à la fin de la Seconde Guerre mondiale. Abandonné pendant une décennie, le bâtiment fut par la suite racheté un Franc symbolique puis rénové par la municipalité.
L'aile ouest abrite aujourd'hui un mémorial sur les blessés de Guerre.
Le statut juridique du bâtiment, à la fois concession et administration, est à l'origine d'une polémique opposant la municipalité et le Tribunal Administratif.
L'édifice a servi d'hôtel de ville entre 1880 et 2020. 